# Michele Massimo Tarantini
Michele Massimo Tarantini (Rome, 7 augustus 1942) is een Italiaans filmregisseur.

## Biografie
Tarantini begon zijn carrière in 1943 in de politiefilm Sette ore di violenza per una soluzione imprevista met George Hilton. Hierna zou hij overschakelen naar erotische drama's onder het genre commedia sexy all'italiana. Zijn eerste film in dit genre was La professoressa di scienze naturali (1976) met Lilli Carati. Poliziotti violenti uit datzelfde jaar was met Edwige Fenech. In 1977 regisseerde hij La liceale met Gloria Guida. In veel van zijn films speelden acteurs Alvaro Vitali en Lino Banfi. In 2001 regisseerde hij zijn laatste film.
- Biblioteca Nacional de España: XX1506147
- Bibliothèque nationale de France: cb14140199w (data)
- Gemeinsame Normdatei: 1061711994
- International Standard Name Identifier: 0000 0000 5933 6570
- Istituto Centrale per il Catalogo Unico: URBV263307
- Système universitaire de documentation: 172176999
- Virtual International Authority File: 2679224
- WorldCat: E39PBJvmQ8Bxmmyqjk8GxFGfv3